# RAM MK3
RAM MK3は、イスラエル・エアロスペース・インダストリーズRAMTA部門で開発された装輪式の偵察装甲車である。
1975年に開発されたRBY偵察装甲車の3世代目の改良型に相当し、RAM-2000の名称でも知られる。

## 概要
RAM MK3はイスラエル国防軍では採用されていないが、機動性・装甲防御力を確保しつつ、維持費用や導入費用の安さにも留意した設計で、中南米やアジア・アフリカの複数の国の軍隊や警察で導入されている。また、インドのマヒンドラ・ディフェンス・システムズによってライセンス生産し、インド軍向けに提案する事も計画されていた。
車体構造の特徴として、エンジンや変速機、トランスファーが車体後部に搭載されており、メンテナンス性を高めると同時に低姿勢の車両でありながら広い前方視界を確保していることが挙げられる。また、シャーシの上に上部車体を載せる一般的な構造と異なり、モノコック構造の装甲車体に走行装置を取り付ける構造になっており、防御力確保と軽量化の両立が図られている。また、C-130などの中型輸送機での空輸が可能である。
走行装置の仕様や車体の装備はユーザーの要求に応じて様々に変更可能となっており、少数生産への対応も可能である。2012年の兵器見本市ではLAHAT対戦車ミサイルの南米向け派生型として提案されたニムロッドSRの4-8連装発射機を搭載したモデルが展示された。

## 運用国
- カメルーン - 2008年に5両を大統領警護用に導入[6]。
- チャド - 2006年から2008年に42両を導入[7]。チャド内戦（英語版）で使用された[6]。
- ボツワナ[8]
- コンゴ民主共和国 - 2両[9]
- ガボン - 7両[10]
- レソト - 2006年に6両を導入。[7]
- マラウイ[6] - 2024年時点で、マラウイ陸軍が8両を保有[11]。
- モロッコ[12]
- ペルー - 2016年に7両をペルー海兵隊（英語版）向けに導入[13]。
- セネガル - 55両を陸軍と憲兵隊に配備[6][14]。国際連合コートジボワール活動で使用された[15]。
- ベトナム - 2006年に150両を発注し、2009年に納入された。SWAT部隊、憲兵隊、麻薬取締部門などで運用[16]。

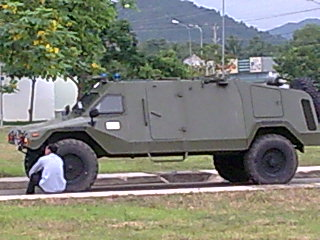
ベトナム人民警察（英語版）の車両
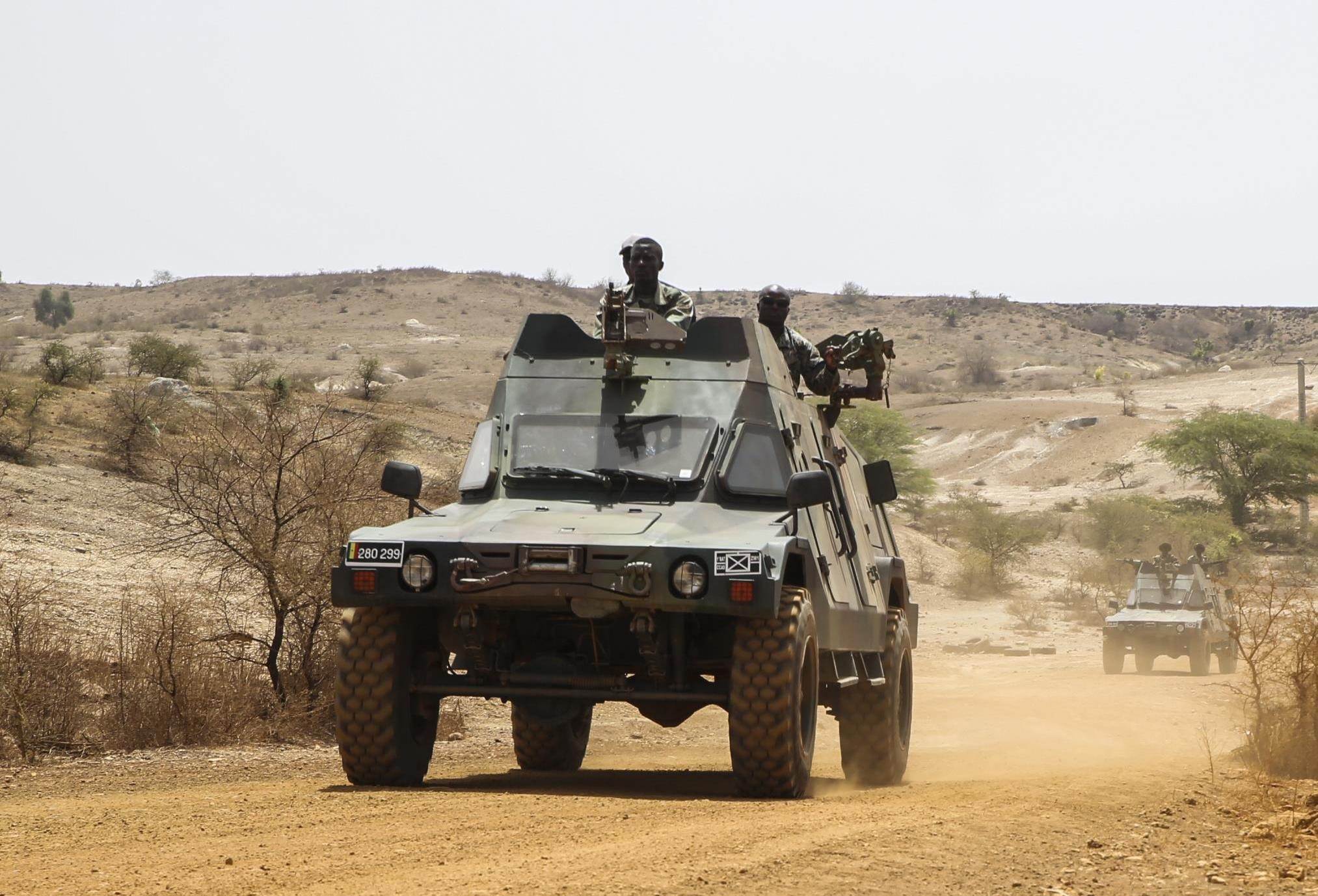
セネガル軍の車両、2017年。
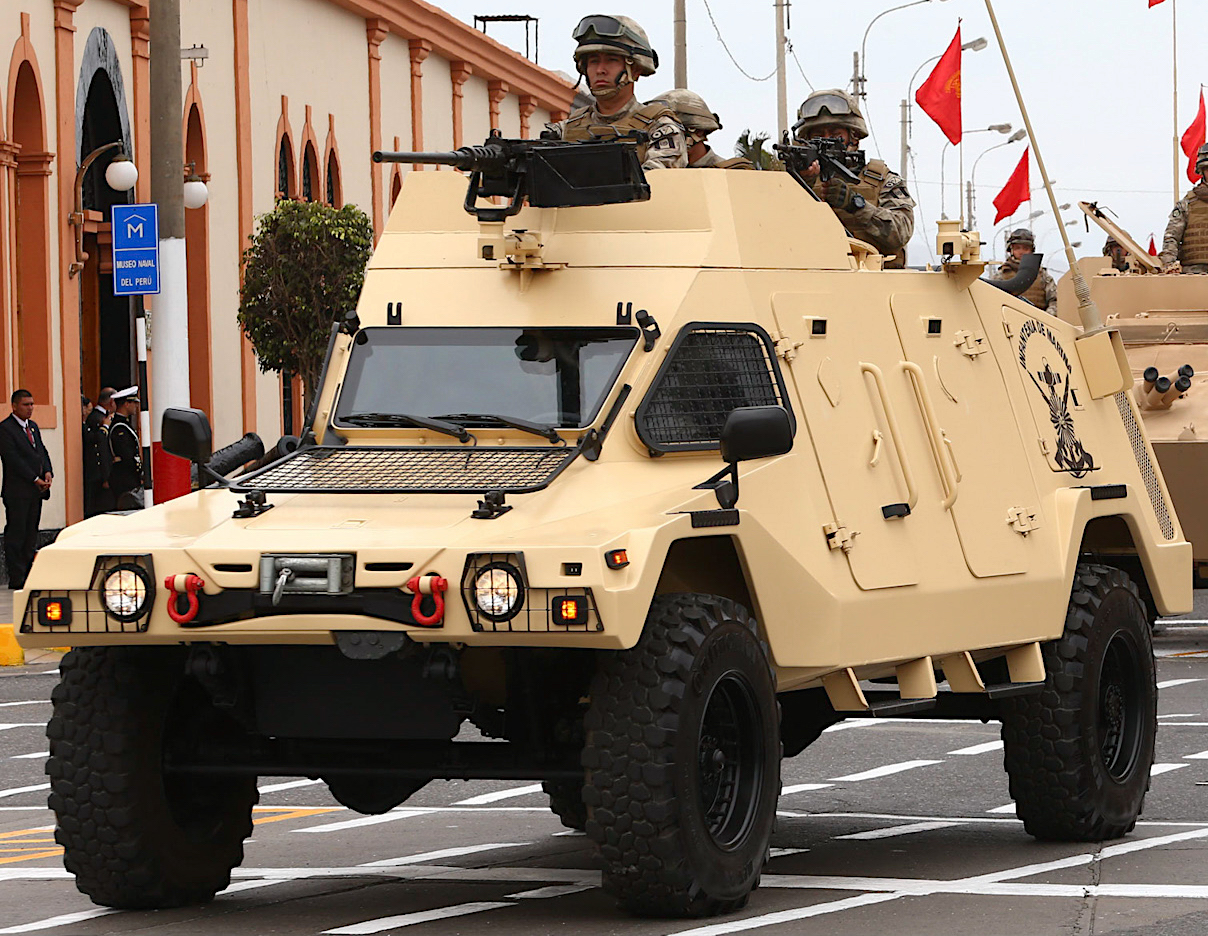
ペルー海兵隊（英語版）の車両、2017年。